# Leandra hirtella
Leandra hirtella är en tvåhjärtbladig växtart som beskrevs av Célestin Alfred Cogniaux. Leandra hirtella ingår i släktet Leandra och familjen Melastomataceae. Inga underarter finns listade i Catalogue of Life.